# Raecius congoensis
Raecius congoensis är en spindelart som beskrevs av Griswold 2002. Raecius congoensis ingår i släktet Raecius och familjen Zorocratidae.
Artens utbredningsområde är Kongo. Inga underarter finns listade i Catalogue of Life.